# Daram
Daram (Bayan ng Daram) är en kommun i Filippinerna. Kommunen tillhör provinsen Samar och ligger på ön med samma namn. Folkmängden uppgår till 35 532 invånare.

## Barangayer
Daram är delat i 58 barangayer.
| - Arawane - Astorga - Bachao - Baclayan - Bagacay - Bayog - Birawan - Betaug - Bono-anon - Buenavista - Burgos - Cabac - Cabil-isan - Cabiton-an - Cabugao - Calawan-an - Cambuhay - Candugue - Canloloy - Campelipa | - Cansaganay - Poblacion 3 (Canti-il) - Casab-ahan - Guindapunan - Guintampilan - Iquiran - Jacopon - Losa - Mabini - Macalpe - Mandoyucan - Mongolbongol - Marupangdan - Mayabay - Nipa - Parasan - Poblacion 1 (Hilaba) - Poblacion 2 (Malingon) - Pondang | - Poso - Real - Rizal - San Antonio - San Jose - San Miguel - San Roque - Saugan - So-ong - Sua - Talisay - Tugas - Ubo - Valles-Bello - Cagboboto - Lucob-lucob - San Vicente - Sugod - Yangta |